# Лефортовская тюрьма
СИЗО «Лефо́ртово» (ФКУ СИЗО-2 ФСИН России) — следственный изолятор в Москве, подчинённый министерству юстиции РФ. Расположен в районе Лефортово по адресу: Лефортовский вал, д. 5; вход возможен со стороны Лефортовского вала, а также со стороны Энергетической улицы (д. 3а), въезд — только со стороны Лефортовского вала.

## История
Тюрьма была основана в 1881 году как военная тюрьма для содержания нижних чинов, осуждённых на небольшие сроки. Считается, что первоначальное здание построено архитектором П. Н. Козловым. Неоднократно перестраивалось и достраивалось.
По данным за 1920 год тюрьма именовалась «Московская Лефортовская тюрьма-распределитель».
С 1924 года она была превращена в изолятор специального назначения. В нём содержались в основном осуждённые на 10 лет строгой изоляции, применённой к ним взамен расстрела.
В 1930 году тюрьма была превращена в исправительно-трудовую колонию.
В 1935 году она была превращена в тюрьму для подследственных и в 1936 году была передана в ведение ГУГБ НКВД.
Во время «Большого террора» тюрьма широко использовалась НКВД как место пыток при проведении допросов. Арестованный в 1939 году заместитель наркома внутренних дел М. Фриновский показывал: «Группа „колольщиков“ состояла из технических работников. Люди эти не знали материалов на подследственного, а посылались в Лефортово, вызывали арестованного и приступали к его избиению. Избиение продолжалось до момента, когда подследственный давал согласие на дачу показания».
С 1954 года по 1991 год тюрьма являлась следственным изолятором КГБ СССР. В ней содержались во время следствия многие известные советские диссиденты. В это время имела библиотеку, состоявшую из конфискованных библиотек «врагов народа».
С 1992 года по 2005 год Лефортовская тюрьма — следственный изолятор МБ РФ—ФСК—ФСБ. В 2005 году тюрьма была переведена под управление министерства юстиции. Закон, запрещающий ФСБ иметь следственные изоляторы, вступил в силу в апреле 2006 года.
Андрей Солдатов и Ирина Бороган заявили в 2006 году, что сотрудники ФСБ продолжили работать в тюрьмах и после указа путём получения удостоверений «прикомандированных сотрудников» министерства юстиции. Ирина Бороган приводила высказывание жены заключённого о нарушении права на свидание.
26 сентября 2017 года уполномоченный по правам человека в Москве Татьяна Потяева заявила, что до конца года в СИЗО «Лефортово» должны провести горячую воду.
В декабре 2021 года начальник московского СИЗО «Лефортово» Алексей Ромашин ушёл в отставку, вместо него новым начальником стал бывший следователь по особо важным делам ФСБ Михаил Свинолуп.

## В культуре
Лефортовская тюрьма упоминается в произведениях Солженицына, Лимонова, Коржакова, Шестуна и многих других заключённых, а также в песне группы «Порнофильмы» «Это пройдёт», группы «Лесоповал» «Минин и Пожарский» и в песне «Би-2» (совместно с Oxxxymiron) «Пора возвращаться домой», и также группой «Kunteynir», там идёт речь о лефортовском маньяке.